# Efterredigering
Med efterredigering (post-editing/postediting) på området maskinöversättning avses den process där en människa eller en maskin korrigerar en översättning som är genererad av en maskinöversättningsmotor. Efterredigeringen syftar till att förbättra översättningens kvalitet och följer ofta kraven i en viss standard. Mänsklig efterredigering görs vanligen av professionella översättare i Översättningsverktyg. Människan (eller maskinen) ändrar grammatiska fel, förbättrar formuleringar samt anpassar stil och ton till kontext och syfte.